# Rodulfo Brito Foucher
Rodulfo Brito Foucher, teilweise auch Rodolfo Brito Foucher (* 1899 in Villahermosa; † 1970) war ein mexikanischer Jurist sowie ehemaliger Rektor der Universidad Nacional Autónoma de México (UNAM).

## Biografie
Brito absolvierte die Schulausbildung am Instituto Juárez de Tabasco und erlangte die Hochschulreife an der Escuela Nacional Preparatoria. Danach studierte er an der Escuela Nacional de Jurisprudencia (ENJ) und ging dort 1923 als Rechtsanwalt ab.
Ab 1927 dozierte er an der ENJ und war ab 1929 Professor und Lehrstuhlinhaber für die Studienbereiche Rechtswissenschaften und Wirtschaftswissenschaften. 1932 wurde er Direktor der ENJ, vom 20. Juni 1942 bis zum 27. Juli 1944 dann Rektor der UNAM. Im Juli kam es im Rahmen der Direktorenwahlen an drei Fakultäten der UNAM zu Unruhen, die letztlich ihren Höhepunkt mit dem Tod eines Studenten fanden. Aufgrund dieses Anlasses musste Brito das Rektorenamt niederlegen. In den Folgewochen wurde die Universität vorübergehend durch Interimsrektoren sowie den Rat der Exrektoren geleitet.
| Personendaten    | Personendaten                                       |
| ---------------- | --------------------------------------------------- |
| NAME             | Brito Foucher, Rodulfo                              |
| ALTERNATIVNAMEN  | Brito Foucher, Rodolfo                              |
| KURZBESCHREIBUNG | mexikanischer Jurist, Politiker und Rektor der UNAM |
| GEBURTSDATUM     | 1899                                                |
| GEBURTSORT       | Villahermosa                                        |
| STERBEDATUM      | 1970                                                |